# Hana Mae Lee

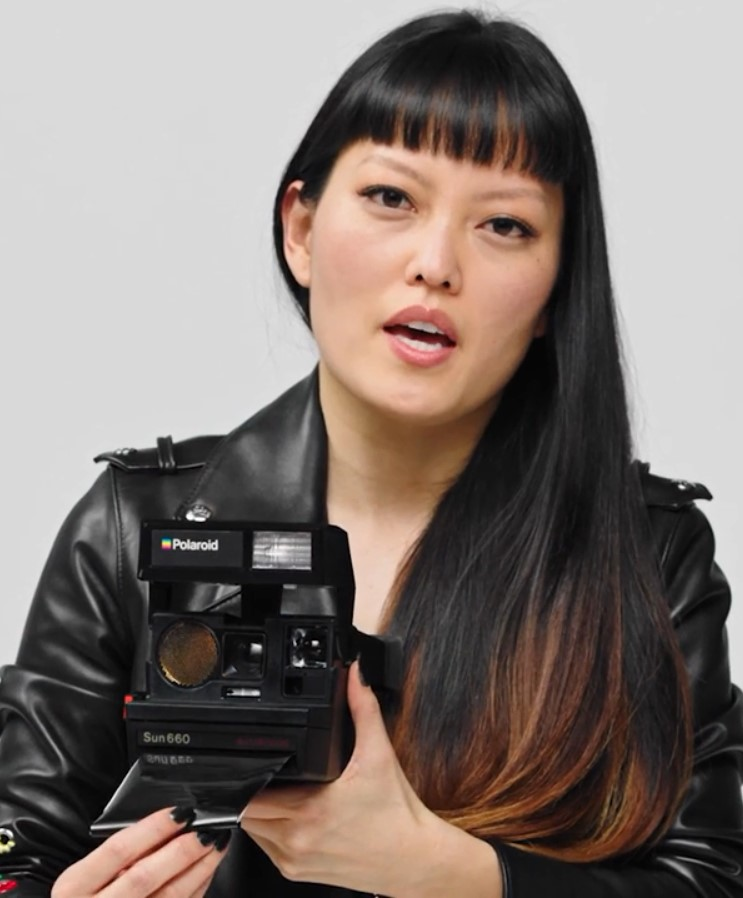
Hana Mae Lee (2017)

Hana Mae Lee (* 28. September 1988 in San Fernando Valley, Kalifornien) ist eine koreanisch-US-amerikanische Schauspielerin, Model, Komikerin und Modedesignerin. Sie ist bekannt für die Rolle als Lilly Okanakamura im Film Pitch Perfect (2012).                                                                                                                                               

## Karriere
Im Alter von 16 Jahren begann Hana Mae Lee ihre Karriere als Model. Lee war in Kampagnen wie Honda, Jeep, Apple, Nokia, Sebastian, American Express, HP, Cherry Coke, Midori und Editorials einschließlich Time Magazine, SOMA Magazine, Elle Magazine, Teen Vogue. Lee bekam dann Interesse am Mode-Design und besuchte das Otis College of Art and Design in Los Angeles, Kalifornien, wo sie ihren BFA bekam. Lee begann Designs für Harley-Davidson, Juicy Couture und Mossimo zu entwerfen. Im Jahre 2011 war ihr Fernsehdebüt in einer Gastrolle für Mike & Molly, gefolgt von Workaholics und ihr Durchbruch als Lilly in Pitch Perfect, wofür sie für eine Auszeichnung als Scene Stealer bei den Teen Choice Awards 2013 nominiert wurde.

## Filmografie (Auswahl)
- 2006: The Dog Problem
- 2007: Eli’s Liquor Store
- 2008: Johnny Raikou
- 2011: Mike & Molly (Fernsehserie, Episode 1x21)
- 2011: Workaholics (Fernsehserie, Episode 2x08)
- 2012: Pitch Perfect
- 2014: Californication (Fernsehserie, Episode 7x10)
- 2014: Super Fun Night (Fernsehserie, 3 Episoden)
- 2015: Pitch Perfect 2
- 2017: Patriot (Fernsehserie, 7 Episoden)
- 2017: The Babysitter
- 2017: Pitch Perfect 3
- 2018: Coco (Love Beats Rhymes)
- 2020: The Babysitter: Killer Queen
- 2021: Habit